# Bataille de Mingtiao

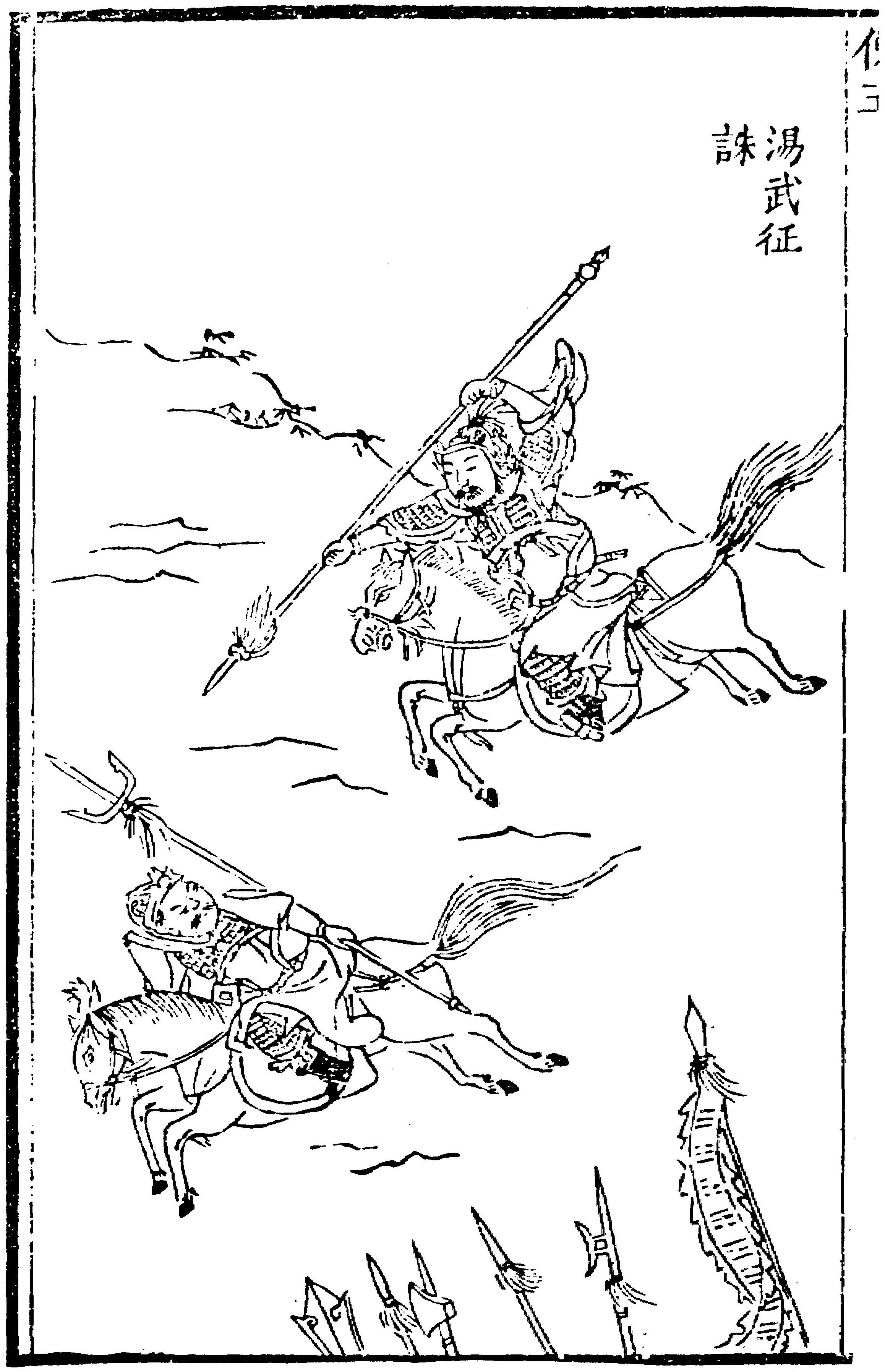
Anonyme, les conquêtes de Tang et Wu, 1736

La bataille de Mingtiao (鳴條之戰) vers environ 1675 av. J.-C., est une bataille légendaire déterminante qui causa la chute de la Dynastie Xia.
La bataille, selon Sima Qian, était tellement intense, que l'on entendait comme un violent orage à des lieux très éloignés du champ de bataille.
Tang remporta finalement la victoire, et Cheng Tang fut proclamé roi, inaugurant la Dynastie Shang.